# Hanna Machińska

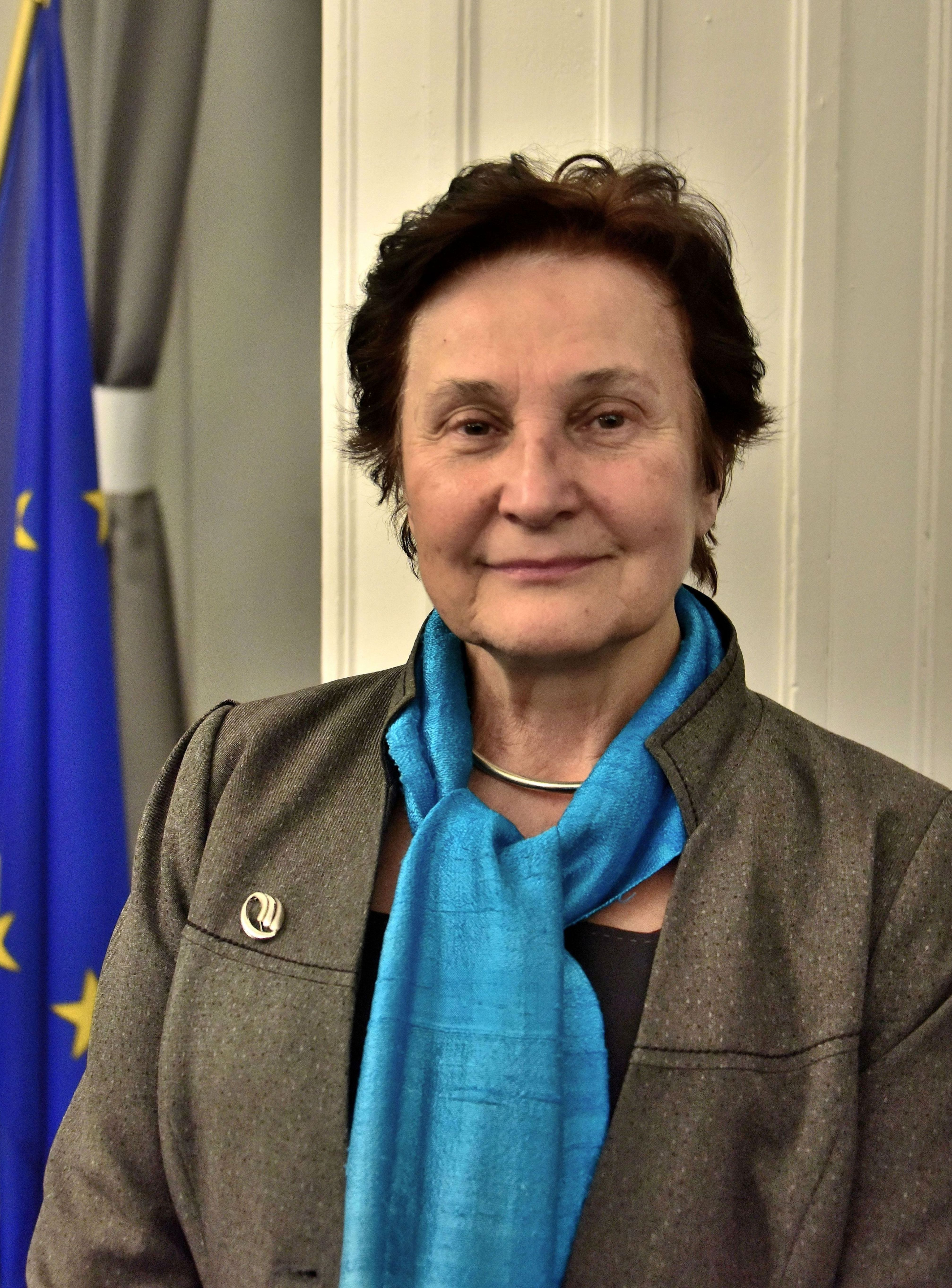
Hanna Machińska (2018)

Hanna Machińska (geb. 1951 in Warschau) ist eine polnische Juristin und Menschenrechtsaktivistin. Sie leitete das Büro des Europarats in Warschau von 1991 bis 2017 und war stellvertretende Beauftragte für Bürgerrechte beim polnischen Sejm von 2017 bis 2022. Ihr Engagement im Rahmen der Migrationskrise an der Grenze zwischen Belarus und der Europäischen Union brachte ihr internationale Anerkennung.

## Biographie
Hanna Machińska kam 1951 in Warschau zur Welt. Sie schloss ihr Studium der Rechtswissenschaften an der Universität Warschau 1973 ab. Im Anschluss nahm sie eine wissenschaftliche Stelle an der Universität Warschau an und wurde später Assistenzprofessorin der Abteilung für Logik und juristische Argumentation an der dortigen Fakultät für Recht und Verwaltung. 1978 promovierte sie mit einer Dissertation über statistische Informationen im Umweltmanagement. Sie absolvierte Praktika bei der Europäischen Kommission, am Schweizerischen Institut für Rechtsvergleichung in Lausanne sowie an den Universitäten Maastricht, Aarhus und Florenz.
In ihrer wissenschaftlichen Arbeit setzte sie sich mit Fragen der Rechtslogik, der Menschenrechte, des Recht der Europäischen Union und des Umweltrechts auseinander. Themen waren Axiologie in der EU und die Europäische Menschenrechtskonvention, Schutz der Grundrechte in der Europäischen Union, Behinderte Menschen auf dem Arbeitsmarkt, Tierrechte in den Konventionen des Europarats oder Logik für Juristen.
Ab 1991 leitete sie das damals neugegründete Büro des Europarats in Warschau, bis es von der euroskeptischen PiS-Regierung 2017 aufgelöst wurde. Von 1991 bis 2002 arbeitete sie am Europazentrum der Universität Warschau. Sie war Expertin im Ausschuss für europäische Integration, Mitglied des Rates für europäische Bildung beim Bildungsminister (2003), Expertin im Beratenden Ausschuss für Europarecht beim Justizminister (2008–2010) und Mitglied des Beratenden Rechtsausschusses beim polnischen Außenminister (2011–2016). Im September 2017 wurde sie stellvertretende Bürgerbeauftragte für Menschenrechte beim Sejm. In dieser Funktion war sie eine der wenigen, die Zugang zu Krisengebieten hatte, beispielsweise, als der belarussische Präsident Lukaschenka 2021 Tausende von Flüchtlingen aus dem Nahen Osten an die polnische Grenze verfrachten ließ, mit dem falschen Versprechen, dass sie dort einfach in die EU reisen könnten. Hanna Machińska konnte sich in der von Polen eingerichteten Sperrzone zu Belarus ein Bild der dramatischen Situation der Geflüchteten machen. Sie kritisierte die fehlende humanitäre Hilfe, die erniedrigenden Behandlungen und systematischen Pushbacks von beiden Seiten, die es den Geflüchteten unmöglich machten, einen Asylantrag zu stellen oder sich auf einen Flüchtlingsstatus zu berufen, was gegen das Recht auf Asyl nach EU-Recht und gegen die EU-Charta der Grundrechte verstieß. Das solidarische Verhalten Polens gegenüber den 1,3 Millionen ukrainischen Flüchtlingen, die seit Putins Angriffskrieg auf die Ukraine nach Polen geflohen waren, wurde von Machińska ausdrücklich gewürdigt. Zu ihrem Rücktritt im Dezember 2022 veröffentlichten etwa 90 NGOs eine Erklärung, in der dies ausdrücklich bedauert wurde.

## Auszeichnungen

### Orden
- 2003 Ritterkreuz des Orden Polonia Restituta[14]
- 2000 Goldenes Verdienstkreuz der Republik Polen[15]
- 2016 Ehrenabzeichen „Für Verdienste um den Schutz der Menschenrechte“[16]
- 2017 Großes Ehrenzeichen für Verdienste um die Republik Österreich[17]

### Ehrungen
- 2022 Doktor honoris causa Universität Zürich[18][19][20]
- 2022 Advocacy of Merit[21]
- 2022 Goldener Temis[22]
- 2022 Ehrenmitgliedschaft in der Polnischen Gesellschaft für soziale Kommunikation[23]
- 2022 Bischof Tadeusz Pieronek-Preis „In Veritate“[24]
- 2022 Henryk Wujec-Bürgerpreis[25]
- 2023 Newsweek's Teresa Torańska Award[26]
- 2023 Person des Jahres der Gazeta Wyborcza[27]
- 2023 Deutsch-Französischer Preis für Menschenrechte und Rechtsstaatlichkeit[28][29]